# Tecoyame
Tecoyame är en ort i Mexiko.   Den ligger i kommunen Santiago Tapextla och delstaten Oaxaca, i den södra delen av landet, 300 km söder om huvudstaden Mexico City. Tecoyame ligger 39 meter över havet och antalet invånare är 249.
Terrängen runt Tecoyame är platt. Havet är nära Tecoyame åt sydväst.  Närmaste större samhälle är Santo Domingo Armenta, 17,9 km öster om Tecoyame. 